# Gaza (gouvernement)
Het gouvernement Gaza (Arabisch: محافظة غزة, Ghazzah) is een van de zestien administratieve gouvernementen van Palestina. Het gouvernement is gelegen in het noorden van de Gazastrook en telde midden-2021 circa 713.000 inwoners.
Het gouvernement grenst in het noorden aan Noord-Gaza en wordt in het zuiden begrenst door de Wadi Gaza. Gaza-Stad, inclusief het vluchtelingenkamp As-Shati, beslaat meer dan de helft van het gebied. Tussen Gaza-Stad en de Wadi Gaza bevinden zich de drie kleinere steden al-Zahra, al-Mughraqa and Juhor ad-Dik.

## Steden
- Gaza-Stad
  - Ash-Shati Camp (ook Al-Shati Refugee camp of Beach Camp genoemd)[2][3]
  - Shuja'iya

Overige steden
- al-Mughraqa (Abu Middein)
- al-Zahra (Madinat az-Zahra)
- Juhor ad-Dik